# 청하중학교 (전북)
청하중학교(靑蝦中學校)는 대한민국 전북특별자치도 김제시 청하면 관상리에 있는 공립 중학교이다.

## 학교 연혁
- 1971년 12월 27일 : 청하중학교 설립 인가(6학급)
- 1972년 3월 7일 : 청하중학교 개교
- 2018년 8월 31일 : 유네스코 학교 지정
- 2023년 3월 1일 : 제22대 박지순 교장 부임
- 2023년 12월 29일 : 제50회 졸업(9명, 졸업생 총수 4,093명)

## 참고 자료
- 청하중학교 - 한국교육학술정보원 학교알리미